# Ramon Fernandez (zakenman)
Ramon J. Fernandez (Manilla, 12 april 1878 - 10 november 1964) was een Filipijns zakenman en politicus.

## Biografie
Ramon Fernandez werd geboren op 12 april 1878 in district San Miguel in de Filipijnse hoofdstad Manilla. Hij studeerde aan het Ateneo de Manila en vertrok daarna naar Engeland waar hij zijn diploma elektrotechniek behaalde. Na zijn studie werkte hij onder andere bij San Miguel Corporation. In 1907 begon hij met zijn broers Jose en Vicente een rederij genaamd Fernandez Hermanos. Deze rederij groeide de jaren erna uit tot een van de grootste van de Filipijnen. Naast zijn activiteiten voor de rederij vervulde Fernandez in de loop der jaren vele topfuncties in het Filipijnse bedrijfsleven. Zo was hij directeur bij San Miguel Corporation, vicepresident van Brian Roxas Inc., vicepresident van Peoples Bank and trust Company, directeur van Peoples Mortgage & Investment Company, directeur van El Hogar Filipino,  Philippine Engineering Company en Montserrat Enterprises Inc., vicepresident van de Philippine Long Distance Telephone Company en voorzitter van de raad van bestuur van Philippine Iron Mines Inc. Ook was hij president van de Filipijnse kamer van koophandel.
Daarnaast was Fernandez ook actief als bestuurder en politicus. In 1920 werd Fernandez door gouverneur-generaal van de Filipijnen Leonard Wood benoemd tot burgemeester van de Filipijnse hoofdstad Manilla. Hij leidde de stad op zakelijke wijze en reduceerde het aantal ambtenaren. In 1922 kwam er een voortijdig einde aan zijn burgemeesterschap. Aanleiding hiervoor was het ontslag van een Amerikaanse rechercheur door Fernandez, nadat bewezen werd geacht dat de man smeergeld had aangenomen van grote gokhuizen in de stad. Het ontslag werd bevestigd door minister van binnenlandse zaken José Laurel, maar teruggedraaid door Wood. Daarop diende Fernandez samen andere Filipijnse leiders in juli 1923 uit protest zijn ontslag in. 
Later dat jaar werd Fernandez gekozen in de Filipijnse Senaat namens het vierde senaatsdistrict. Hij versloeg bij speciaal uitgeschreven verkiezingen Juan Sumulong en werd daarmee de opvolger van Pedro Guavara die kort daarvoor zijn ontslag had ingediend. Bij de reguliere verkiezingen in 1925 waren de rollen echter omgekeerd en verloor hij van Sumulong. Later werd Fernandez bij de Filipijnse verkiezingen van 1941 nogmaals gekozen in de Filipijnse Senaat. Omdat de Japanners kort daarop de Filipijnen binnenvielen bekleedde hij zijn functie slechts gedurende een korte periode van zijn eigenlijke termijn in het jaar na de herovering van de Filipijnen door de Amerikanen.
Ramon Fernandez overleed in 1964 op 86-jarige leeftijd. 